# 飛駝足球隊
飛駝足球隊，又稱聯勤飛駝、飛駝，是一支已經解散的台灣男子足球隊，1973年時西德黑沙隊作客台灣，中華龍隊代表台灣以1比0贏了黑沙隊。賽後，時任聯勤總部總司令兼中華民國足球協會理事長鄭為元組織友誼賽裡的台灣選手，在同年7月21日成立了屬於聯勤總部的飛駝足球隊。飛駝足球隊成軍後數年間在台灣各項全國甲組足球賽事，包括：全國足協杯及全國中正杯等比賽贏得多次冠軍，鼎盛之時曾另組忠駝足球隊，兩隊一度於全國足協盃包辦冠亞軍，直到1983年全國甲組足球聯賽開辦時才合二為一。
1983年全國甲組足球聯賽成立後，飛駝隊連續三年贏得聯賽冠軍，並在1985年全國甲組聯賽創下12勝2和總計14場全季不敗紀錄，全國中正盃也是自1983年起連續四年贏得杯賽冠軍，到了1988年又一次收穫聯賽、杯賽雙冠王。
1989年，中華民國國防部改變全體軍種球隊組隊政策，軍中球隊不再外聘教練、球員，只得以服役軍人組成球隊，於是以外聘球員為主的飛駝足球隊，於同年9月28日宣告停訓，之後靠著飛駝球員自發支持與民間人士的資助，雖脫離聯勤支援仍得以延續，也再贏得幾次全國埠際甲組足球聯冠軍及全國甲組聯賽，卻難避免成績逐漸下滑，到了1990年代末期屢遭保級危機。
1999年7月1日，國防部下轄軍中球隊統一合併為國軍隊，飛駝隊決議籌組為民間足球社團，翌年從全國甲組聯賽降級，至此慢慢步入歷史。飛駝隊自1973年成軍到解散為止，共計贏得24座全國甲組冠軍，包括11次全國中正杯、7次全國足協杯以及6次全國甲組聯賽冠軍，也於1996年11月17日與台北銀行足球隊同日雙雙成為全國甲組聯賽百勝球隊。此外，飛駝隊也為中華民國國家男子足球隊和日後的中華台北男足輸送許多教練與球員，並且歷代飛駝成員也長期深耕足壇，培育後進。

## 隊史

### 稱霸足壇
1973年，西德黑沙隊赴台灣交流比賽，中華民國政府臨時以台灣本土球員與香港球員混合，組織了中華龍、虎隊迎戰，中華虎隊先以1比1平香港元老隊，中華龍隊則以1比0贏了黑沙隊。時任聯勤總部總司令兼中華民國足球協會理事長鄭為元得知此訊後，藉由聯勤總部的資助，於同年7月21日以龍、虎隊中的台灣大專選手為基礎建立了聯勤旗下的飛駝足球隊，飛駝隊首年由教練高庸率隊贏得1974年全國萬壽杯，接著轉交給台灣首位持有FIFA教練證書的黃武雄帶隊，後於1975年邀請曾為中華民國贏得1958年亞洲運動會足球比賽冠軍、1968年亞足聯亞洲盃第四名，而且長期效力和執教香港甲組足球聯賽球隊的羅北擔任總教練。
飛駝隊成軍後除了憑藉著中華龍、虎隊球員效力外，還依靠著臺南市私立長榮高級中學輸送人才，陣容兵多將廣，於是在1980年另以飛駝陣中年輕球員，加之來自南英商工、慈幼高中等校的高中球員組成飛駝乙隊，飛駝乙隊不僅只花一年就升上甲組，並更名為「忠駝隊」與飛駝隊同場較量，甚至飛駝隊及忠駝隊還在1982年包辦第九屆全國足協杯甲組冠、亞軍。一直到全國甲組足球聯賽成立前夕，聯勤考量到飛駝隊一度須讓時任總教練羅北兼任球員才能補足人手，為了提升實力便在全國甲組足球聯賽開賽前將飛駝、忠駝兩隊合併。
1983年全國甲組足球聯賽成立後，飛駝隊連續三年贏得冠軍，並在1985年全國甲組聯賽創下12勝2和總計14場全季不敗紀錄，全國中正盃也是自1983年起連續四年贏得杯賽冠軍，到了1988年又一次收穫聯賽、杯賽雙冠王，1989年全國甲組足球聯賽則得亞軍，隊中陳信安獲選最佳前鋒；楊裕隆獲選最佳中場。

### 停訓風波
1989年，中華民國國防部修訂《國軍長期培養人才實施規定》，為避免約聘選手排擠現役國軍選手的上陣機會，軍中球隊不再外聘教練、球員，只得以服役軍人組成球隊，此一政策也獲中華民國體育協進會支持，當時飛駝隊陣中24名球員，只有張文杰、陳福源、林耀恆及黃鴻明，還有從其他單位借調的黃聰明、吳燕輝及邱璋榮共七人是現役軍人，於是以外聘球員為主的飛駝足球隊於同年9月30日宣告停訓，一度舉行告別賽，總教練羅北也就此離開台灣，所幸依靠時任及過往飛駝球員自發支持與民間人士的資助以及隊管理潘培田力爭使飛駝隊得以延續，惟因僅能聘請服役球員致使人手短缺，也有部分球員轉投他隊，如翁子庸、李崇智、吳俊益及林學聰轉投大同足球隊；洪金昌轉投台電足球隊，因此暫時停訓三個月。

### 飛駝再起
飛駝隊少了聯勤支援，便由擔任管理的潘培田以及部分前飛駝隊人員出資顧隊，仍難以為繼，直到獲得後來接任飛駝隊領隊的企業家暨臺北孔雀足球會領隊林宏吉贊助。自聯勤縮減飛駝隊資源後隨即由1990年的亞軍落到1991年位居第五，三年各項賽事無冠，直至1992年及其後隨著吳國明、林智宏、許德明、林文漢、陳秋壁、李商吉及黃哲明等國腳當兵入隊才再得全國埠際甲組聯賽冠軍，而且整季埠際甲組聯賽飛駝隊不僅提前封王，而且也僅在最後一輪賽事輸球，惟同年後續的全國甲組聯賽只得第五名。
翌年在1993年埠際甲組聯賽首次開放外援，時任領隊林宏吉力邀香港代表出身、港甲球員的湯遠星、羅偉志及曾膺選香港足球先生的陳發枝，其中湯遠星是首位在埠際甲組聯賽上陣的外援，惟當年制度不完備引發爭論，如湯遠星當時是效力港甲傑志隊，僅有一場埠際甲組聯賽為飛駝借將，最終飛駝隊獲得該季埠際甲組聯賽亞軍，晉級到全國甲組聯賽，並回升至第三名，數據方面飛駝隊失11球為聯賽最少失球；守門員王世坤出賽630分鐘失八球，平均78.75分鐘失掉一球紀錄為最少失球；前鋒吳國明也以11顆進球贏得進球王。翌年飛駝隊進而在1994年全國甲組聯賽第一階段以五勝二和排名首位，並順利贏得冠軍。
1995年，飛駝隊面臨吳國明、黃哲明、許德明等國腳役男退伍，實力不如前兩三年，隨即反應在名次，該年度埠際甲組聯賽及全國甲組聯賽飛駝隊皆以第四名坐收。1996年及1997年皆在四五名徘徊，1998年飛駝隊又遇球員役期結束離隊，包括了當時飛駝隊主力門將楊振興也服役完畢，於是該年陷入六七八名降級區泥淖，與降級區球隊只有兩積分之差，直到最後一輪以3比0贏了臺北市立體育學院才位居第六避免降級。

### 末代飛駝
1999年，飛駝隊脫離了去年深陷保級區的表現，成功從第一循環晉級四強，並贏得季軍。惟自該年7月1日始國防部下轄飛駝及陸光二足球隊，合併為一隊，於是同年8月的第五次歷代飛駝成員聚會上——「飛駝回娘家」決議由第一代的飛駝國腳李富財和許志祥，各在南、北召集15名球員組隊，就此脫離軍方，成為民間足球社團，惟在改組後便於2000年全國甲組聯賽降級，並慢慢走入歷史。飛駝隊自1973年成軍到解散為止，共計贏得24座全國甲組冠軍，包括11次全國中正杯、7次全國足協杯以及6次全國甲組聯賽冠軍，也於1996年11月17日與台北銀行足球隊同日雙雙成為全國甲組聯賽百勝球隊。綜觀飛駝隊隊史，飛駝隊為中華民國國家男子足球隊和日後的中華台北男足輸送許多教練與球員，並且歷代飛駝成員也長期深耕足壇，培育後進。

## 球隊榮譽

### 國內聯賽
- 全國男子甲組足球聯賽冠軍：1983年，1984年，1985年，1988年，1994年
- 全國男子甲組足球聯賽亞軍：1986年，1987年，1990年
- 全國男子甲組足球聯賽季軍：1992年，1998年
- 全國埠際甲組足球聯賽冠軍：1992年
- 全國埠際甲組足球聯賽亞軍：1993年
- 全國中正盃冠軍：1973年，1977年，1978年，1981年，1982年，1983年，1984年，1985年，1986年，1987年，1988年
- 全國足協盃冠軍：1974年，1979年，1980年，1981年，1982年

## 外部連結
- 中華民國足球協會 （页面存档备份，存于）

|-
!
(已停辦)
|-
|
| 甲組聯賽賽季：1993 \| 1994 \| 1995 \| 1996 \| 1997 \| 1998 \| 1999 \| 2000 \| 2001 \| 2002 \| 2003 \| 2004 \| 2005 |
| 企業足球聯賽賽季：2006 \| 2007 \| 2008                                                                             |
| 現役球隊：台電 \| 大同 \| 國訓 \| 富邦 \| 鴻鑫北體 \| 悍創 \| Molten佐儀\| 義聯集團                                |
| 已解散球隊：台北銀行 \| 飛駝                                                                                       |